# Mastering the Art of French Cooking

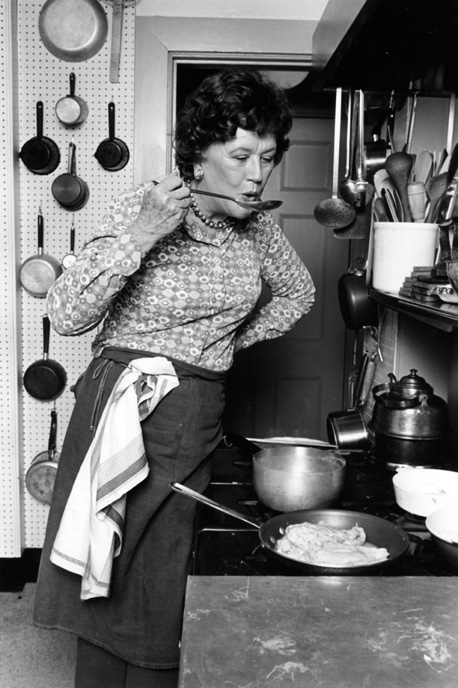
Julia Child in ihrer Küche, 1978

Mastering the Art of French Cooking ist ein zweibändiges Kochbuch der US-Amerikanerin Julia Child und den Französinnen Simone Beck und Louisette Bertholle, das gezielt für den US-amerikanischen Markt geschrieben wurde. Band 1 erschien 1961 und Band 2 1970. Das Werk trug wesentlich zu Julia Childs langer Karriere als Fernsehköchin und Kochbuchautorin bei. Die drei Frauen hatten zuvor eine Kochschule in Paris betrieben.
Die beiden Bände beeinflussten wie nur wenige andere Kochbücher den Stil der US-amerikanischen Küche. Insbesondere Julia Child wurde dank dieser Bücher zu einer Haushaltsikone in den Vereinigten Staaten, deren Einfluss nur noch mit Martha Stewart vergleichbar ist. In Band 1 werden die Grundzüge der französischen Küche erläutert. Dabei wird versucht, sowohl der Komplexität der Küche eines Auguste Escoffier als auch den Möglichkeiten eines US-amerikanischen Hobbykochs gerecht zu werden. Vorgestellt werden traditionelle französische Gerichte wie Bœuf bourguignon, Bouillabaisse und Cassoulet. Erläutert werden aber auch Gemüsezubereitungen, die sich deutlich vom US-amerikanischen Kochstil der 1960er Jahre unterschieden.
Band 1 des Werkes wurde mehrfach aufgelegt, dabei zweimal überarbeitet. Die erste Überarbeitung erschien 1983, um der veränderten technischen Ausstattung der US-amerikanischen Haushalte besser gerecht zu werden. Die zweite Überarbeitung erschien anlässlich des 40-jährigen Jubiläums der Erstveröffentlichung. Diese Fassung enthält unter anderem eine Geschichte des Buches. Der erste Band geht auch auf die französische Backkunst ein, die aber im zweiten Band wesentlich ausführlicher behandelt wird. Dieser erschien erst 1970, an ihm war Louisette Bertholle nicht mehr beteiligt.
Zahlreiche Köche wiesen wiederholt auf den tiefgreifenden Einfluss hin, den dieses Buch für sie gehabt habe. Ina Garten schrieb in der Einführung ihres ersten Buches, sie habe den ersten Band wie die Bibel studiert.

## Bücher
- Mastering the Art of French Cooking. Julia Child mit Simone Beck und Louisette Bertholle, 1961 (englisch), ISBN 0-375-41340-5
- Französisch Kochen.  Julia Child mit Simone Beck und Louisette Bertholle, Echtzeit Verlag, Basel 2017 (Erstübersetzung), ISBN 978-3-906807-01-0

## Film
- Julie & Julia ist eine 2009 erschienene Filmkomödie von Nora Ephron, die nach einem Buch von Julie Powell auch das Drehbuch schrieb. Der Film stellt die Anfänge der Kochkarriere von Julia Child dem ehrgeizigen Bestreben von Julie Powell gegenüber, sämtliche 524 Rezepte aus Childs Kochbuch in einem Jahr nachzukochen.